# Europa celta

bandera Pan-celta

La expresión naciones celtas se refiere a áreas de Europa donde se supone que miembros de la cultura celta (específicamente hablantes de lenguas célticas) han habitado. Desde mediados del siglo XX, que personas de varios países y regiones tienen utilizado la celticidad para expresar su identidad. A través del tiempo, estas naciones han sido más o menos rotuladas como parte de celtofonia. Estas regiones celtas en Europa son por veces referenciados como "Cinturón Celta" o "Franja Celta", debido a su localización se sitúan generalmente en la parte noroeste de las regiones que ocupan (por ejemplo, a Bretaña está situada en el noroeste de Francia, las partes de Escocia e Irlanda que hablan gaélico están al noroeste y oeste, respectivamente). Análogamente las denominaciones "Europa latina", "Europa germánica" y "Europa eslava", también son llamadas de Europa celta o Europa céltica.
Una nación puede tener varios significados a depender del contexto o de perspectiva política de que emplee esta palabra. Coloquialmente el significado de nación es sinónimo de país y estado, pero un significado más amplio es el de un conjunto de habitantes de un territorio que poseen una cultura, una lengua, una histórica, un origen étnico o una mentalidad propia en común (inconsciente colectivo). Segundo tal raciocinio, existen en Europa varios territorios/pueblos/naciones que se autoproclaman celtas, y serían por eso merecedores de la denominación de Naciones Celtas.
En España se sitúa a Galicia y Asturias como Naciones Celtas pero no pertenecen a las Seis Naciones por no tener lengua celta, ya que el gallego y el asturiano son lenguas procedentes del latín. 

## Las Seis Naciones
Las regiones generalmente incluidas en esta identificación son:
- Bretaña
- Cornualles
- Irlanda
- Isla de Man
- Escocia
- Gales

Son solamente estas las 'Seis Naciones' consideradas célticas por la Liga Céltica, por el Congreso Céltico y varios otros grupos pan-célticos. Cada una de las seis puede ostentar una lengua céltica propia: ese es el principal criterio de celticidad para las organizaciones citadas.
Cuatro de las 'Seis Naciones' (Bretaña, Irlanda, Escocia, Gales) contienen áreas donde una lengua céltica es usada por la comunidad. Generalmente, estas comunidades están situadas al oeste en sus países, en regiones elevadas o islas, y por veces afirman ser más célticas de que las áreas anglicizadas/galicizadas al este o en las grandes ciudades.

## La crisis Gallega
En el año 1986 se dio una discusión en el seno de la Liga Celta desatada por la propuesta de que Asturias y Galicia fueran reconocidas como naciones celtas. Meses antes, en la reunión anual que tuvo lugar en octubre de ese año en Edimburgo, Asturias y Galicia habían sido reconocias como comunidades celtas de pleno derecho. Ambas comunidades autónomas disponen de una marcada historia, tradición, cultura, etnografía, folklore, etc. a pesar de que en ninguna de las dos se hablaba una lengua celta.
Esta decisión provocó una fuerte discusión debido a que el criterio del lenguaje dejó de ser válido y provocó que habría que redefinir los criterios culturales que estaban en la base del dogma pancéltico. El argumento establecido por los miembros que rechazaban a Galicia como nación celta era que:
"La última vez que se registró una lengua celta como hablada en Galicia fue en el siglo IX. La lengua que se habla ahora allí (el gallego) es un dialecto cercano al portugués pero con influencia del castellano".
En 1987, el sector que se basaba en la lengua había conseguido imponer su criterio a la Celtic League. En la página web oficial de las Seis Naciones Celtas todavía se indica:
A mediados de la década de los 80 la Liga Céltica estableció criterios lingüísticos para decidir que paises serian miembros de la Celtic League, basandose en una definición de lo que es ser “Celta”.Esta definición señala que un área es celta, si una lengua celta fue hablada por una comunidad histórica, desde tiempos inmemoriales. Esta definición estuvo y sigue estando, en acuerdo con la posición aceptada por académicos celtas y el movimiento pan-celta. Esto significa que Galicia no puede tener una rama nacional de la Liga Céltica, porque la lengua histórica moderna de Galicia, el Gallego/Galego es una lengua romance y lo ha sido durante muchos siglos. Una rama internacional de la Liga Céltica, por supuesto, puede crearse en Galicia, en acuerdo con las normas establecidas en la Constitución de la Liga Céltica.